# Unterseeboot 439
L'Unterseeboot 439 ou U-439 est un U-Boot type VIIC utilisé par la Kriegsmarine pendant la Seconde Guerre mondiale.
Le sous-marin est commandé le 5 janvier 1940 à Dantzig (Schichau-Werke), sa quille posée le 1er octobre 1940, il est lancé le 11 octobre 1941, et mis en service le 20 décembre 1941, sous le commandement de l'Oberleutnant zur See Wolfgang Sporn.
L'U-439 n'a ni coulé ni endommagé de navire au cours des quatre patrouilles (92 jours en mer) qu'il effectue.
Le sous-marin participe à six meutes ou groupes de combat.
Il coule accidentellement lors d'une collision avec un autre U-Boot, en mai 1943.

## Conception
Unterseeboot type VII, l'U-439 avait un déplacement de 769 tonnes en surface et 871 tonnes en plongée. Il avait une longueur totale de 67,10 m, un maître-bau de 6,20 m, une hauteur de 9,60 m, et un tirant d'eau de 4,74 m. Le sous-marin était propulsé par deux hélices de 1,23 m, deux moteurs diesel Germaniawerft M6V 40/46 de 6 cylindres en ligne de 1 400 cv à 470 tr/min, produisant un total de 2 060 à 2 350 kW en surface et de deux moteurs électriques AEG GU 460/8-276 de 375 cv à 295 tr/min, produisant un total 550 kW, en plongée. Le sous-marin avait une vitesse en surface de 17,7 nœuds (32,8 km/h) et une vitesse de 7,6 nœuds (14,1 km/h) en plongée. Immergé, il avait un rayon d'action de 80 milles marins (150 km) à 4 nœuds (7,4 km/h; 4,6 milles par heure), et pouvait atteindre une profondeur de 230 m. En surface son rayon d'action était de 8 500 milles nautiques (soit 15 700 km) à 10 nœuds (19 km/h). 
L'U-439 était équipé de cinq tubes lance-torpilles de 53,3 cm (quatre montés à l'avant et un à l'arrière) qui contenait quatorze torpilles. Il était équipé d'un canon de 8,8 cm SK C/35 (220 coups) et d'un canon antiaérien de 20 mm Flak. Il pouvait transporter 26 mines TMA ou 39 mines TMB. Son équipage comprenait 4 officiers et 40 à 56 sous-mariniers.

## Historique
Il sert dans la 5. Unterseebootsflottille (flottille d'entrainement) jusqu'au 31 octobre 1942 et dans la 1. Unterseebootsflottillejusqu'à sa perte. 
Sa première patrouille au départ de Kiel se déroule entre les Îles Féroé et les Îles Shetland. Il accoste à Brest, en France occupée, le 24 décembre après 43 jours en mer.
Lors de sa deuxième patrouille, il navigue six jours dans le Golfe de Gascogne.
Sa troisième patrouille du 22 février au 28 mars dure trente-cinq jours dans l'Atlantique Nord ; sans succès.
Il quitte Brest le 27 avril pour sa quatrième patrouille avec l'U-659. Les deux U-Boote entrent en collision le 4 mai à la position 43° 32′ N, 13° 20′ O, alors qu'ils prennent en chasse un convoi en direction du sud, en vue d'une attaque en surface. Les deux sous-marins coulent.
Quarante sous-mariniers périssent lors de cet accident, il y a neuf survivants.

## Affectations
- 5. Unterseebootsflottille du 20 décembre 1941 au 31 octobre 1942 (Période de formation).
- 1. Unterseebootsflottille du 1er novembre 1942 au 4 mai 1943 (Unité combattante).

## Commandement
- Kapitänleutnant Wolfgang Sporn du 20 décembre 1941 au 17 février 1943.
- Oberleutnant zur See Helmut von Tippelskirch du 18 février 1943 au 4 mai 1943.

## Patrouilles
|       | Commandant                    | Départ           | Départ | Arrivée          | Arrivée | Jours    | Succès |
| ----- | ----------------------------- | ---------------- | ------ | ---------------- | ------- | -------- | ------ |
| 1     | Kptlt. Wolfgang Sporn         | 12 novembre 1942 | Kiel   | 24 décembre 1942 | Brest   | 43 jours |        |
| 2     | Kptlt. Wolfgang Sporn         | 28 janvier 1943  | Brest  | 2 février 1943   | Brest   | 6 jours  |        |
| 3     | Oblt. Helmut von Tippelskirch | 22 février 1943  | Brest  | 28 mars 1943     | Brest   | 35 jours |        |
| 4     | Oblt. Helmut von Tippelskirch | 27 avril 1943    | Brest  | 4 mai 1943       | Coulé   | 8 jours  |        |
| Total | Total                         | Total            | Total  | Total            | Total   | 92 jours | 0 t    |

Note : Kptlt. = Kapitänleutnant - Oblt. = Oberleutnant

### Rudeltaktik
L'U-439 prit part à six Rudeltaktik (meutes de loup) durant sa carrière opérationnelle.
- Panzer (23 novembre - 11 décembre 1942)
- Raufbold (11-15 décembre 1942)
- Neuland (4-6 mars 1943)
- Ostmark (6-11 mars 1943)
- Stürmer (11-19 mars 1943)
- Drossel (29 avril - 4 mai 1943)